# Francesco Bracci
Francesco Bracci (5 de novembro de 1879 - 24 de março de 1967) foi um cardeal italiano da Igreja Católica Romana. Ele serviu como Secretário da Sagrada Congregação para a Disciplina dos Sacramentos na Cúria Romana de 1935 a 1958, e foi elevado ao cardinalato em 1958.

## Biografia
Nascido em Vignanello , Francesco Bracci estudou no seminário em Civita Castellana e na Universidade de Roma . Foi ordenado ao sacerdócio em 6 de junho de 1903 e terminou seus estudos em 1906. Ele então serviu como professor e reitor do seminário, cânone do capítulo da catedral e chanceler diocesano em Civita Castellana.
Bracci entrou na Cúria Romana em 1914, como advogado da Rota Romana , da qual foi nomeado auditor em 29 de dezembro de 1934. Antes de se tornar prelado referendário da Assinatura Apostólica em 23 de janeiro de 1926, foi elevado ao posto de Privado Chamberlain de Sua Santidade em 15 de novembro de 1919, e mais tarde Prelado Nacional de Sua Santidade em 18 de setembro de 1922. Em 30 de dezembro de 1935, Bracci foi nomeado Secretário da Sagrada Congregação para a Disciplina dos Sacramentos . Como secretário, ele serviu como segundo maior oficial daquele dicastério, sucessivamente sob os cardeais Domenico Jorio e Benedetto Aloisi Masella .
O Papa João XXIII criou o Cardeal Diácono de San Cesareo em Palatio no consistório de 15 de dezembro de 1958. Bracci, 79 anos, era o homem mais velho a ser elevado ao Colégio dos Cardeais naquela cerimônia. Ele renunciou ao cargo de Secretário de Disciplina dos Sacramentos, três dias depois, em 18 de dezembro.
Em 5 de abril de 1962, Bracci foi nomeado Arcebispo Titular de Idassa por João XXIII. Ele recebeu sua consagração episcopal no dia 19 de abril do Papa João, com os cardeais Giuseppe Pizzardo e Benedetto Aloisi Masella  servindo como co-consagradores, na Arquibasílica de São João de Latrão . O Cardeal renunciou ao cargo de Arcebispo Titular pouco depois, em 20 de abril, e participou do Concílio Vaticano II, de 1962 a 1965. Não lembrado por seu senso de humor,  Bracci foi um dos cardeais eleitores no conclave de 1963 que selecionou Papa Paulo VI.
Ele morreu em Roma aos 87 anos e está enterrado na igreja colegiada de Vignanello.